# Filmfare Awards South
Filmfare Awards South — главная ежегодная кинопремия Южной Индии за достижения в области кино на каннада, малаялам, телугу и тамильском языках.
Каждая региональная отрасль имеет собственные категории наград, технические категории — общие для всех языков.
На премию номинируются фильмы, вышедшие в течение года, предшествующего году проведения церемонии.
Церемонии награждения проводятся ежегодно с 1954 года, преимущественно в Ченнаи и Хайдарабаде.
Победители выбираются путём голосования публики и комитетом экспертов.
Filmfare Awards часто представляют в качестве индийского эквивалента премии «Оскар» за его показные церемонии и широкое освещение в СМИ.

## История
Filmfare Awards South была учреждена в 1954 году и проведена в концертном зале Kalaivanar Arangam в Мадрасе. Впоследствии место проведения переместилось в Мадрасскую академию музыки. Первоначально на премию номинировались только телугу и тамильские фильмы, номинации для малаялам- и каннадаязычных фильмов, были введены в 1967 году и 1970 году соответственно. В 1972 году к категории «Лучший фильм» добавили категории «Лучшая режиссура», «Лучшая мужская роль» и «Лучшая женская роль» для всех четырёх языков.
В 1984 году была введена премия за пожизненные достижения.
В 1992 — «Лучшая музыка к песне», в 1998 — «Лучший закадровый вокал», и общие для всех языков категории «Лучшая операторская работа» и «Лучшая хореография».
В 2003 году для фильмов на телугу и тамильском языках были введены четыре новые категории: «Лучшая мужская роль второго плана», «Лучшая женская роль второго плана», «Лучшее исполнение отрицательной роли» и «Лучшее исполнение комической роли».
Две последние были упразднены в 2007 году.
В 2006 году были добавлены категории за лучшую женскую и мужскую роль второго плана для фильмов на каннада и малаялам, а также категории «Лучшие стихи к песне» и «Лучший женский закадровый вокал» для всех языков.
Всего к настоящему времени премия включает 21 номинацию.
Главной наградой кинопремии является статуэтка, изображающая женщину, поднявшую руки во время танца, которую называют «Черная леди» (или «Леди в чёрном»). Первоначально статуэтка была разработана Фансаром под руководством арт-директора The Times of India Вальтера Лангхамера. Статуэтка сделана из бронзы, её высота 46,5 см, а вес около пяти килограмм.
Рекордсменом ко количеству наград является актёр Камал Хасан, в общей сложности получивший 19 статуэток, включая Filmfare Awards, 16 из них за лучшую мужскую роль.